# Gaswerk Eisenach

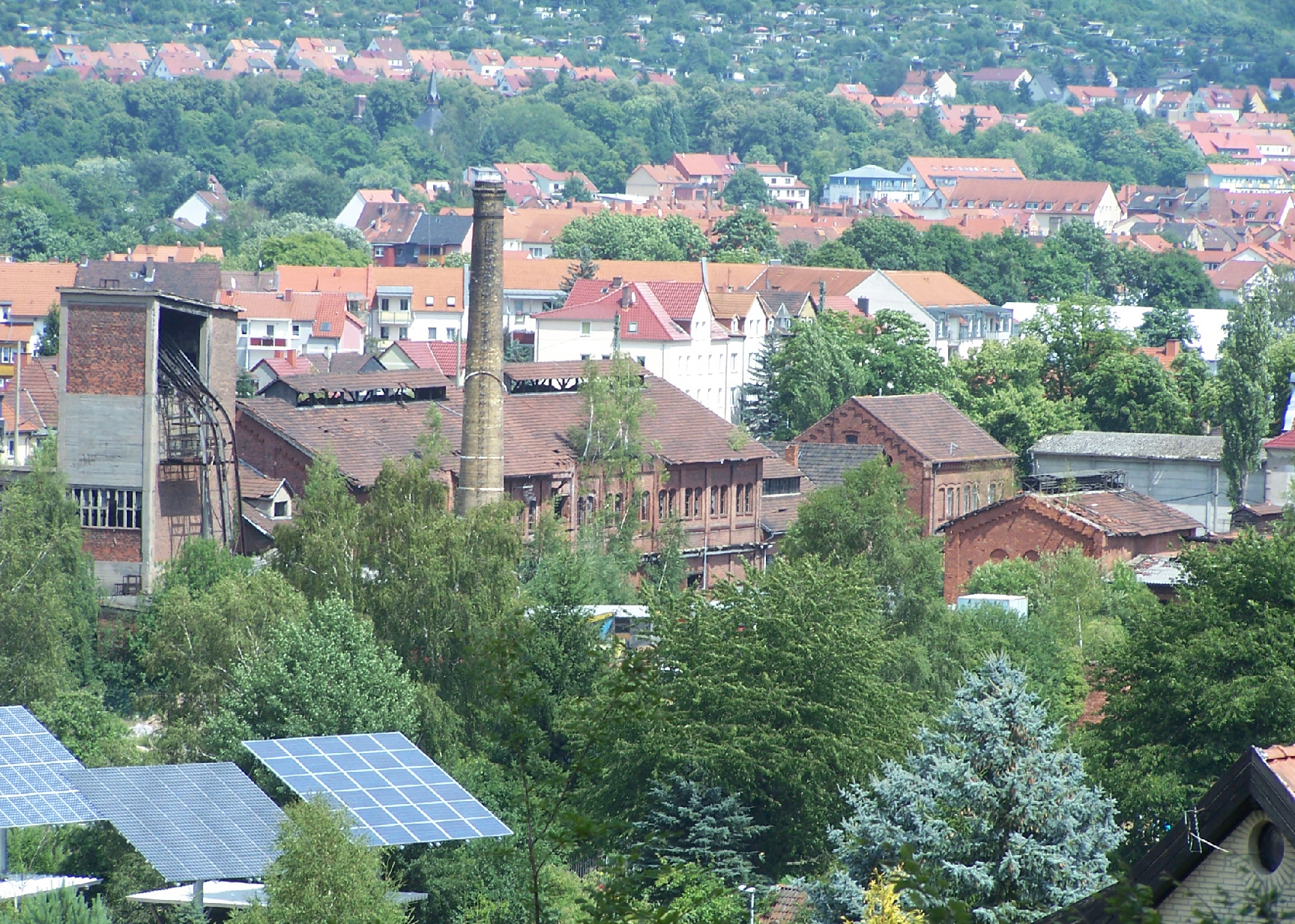
Das Gaswerk in Eisenach

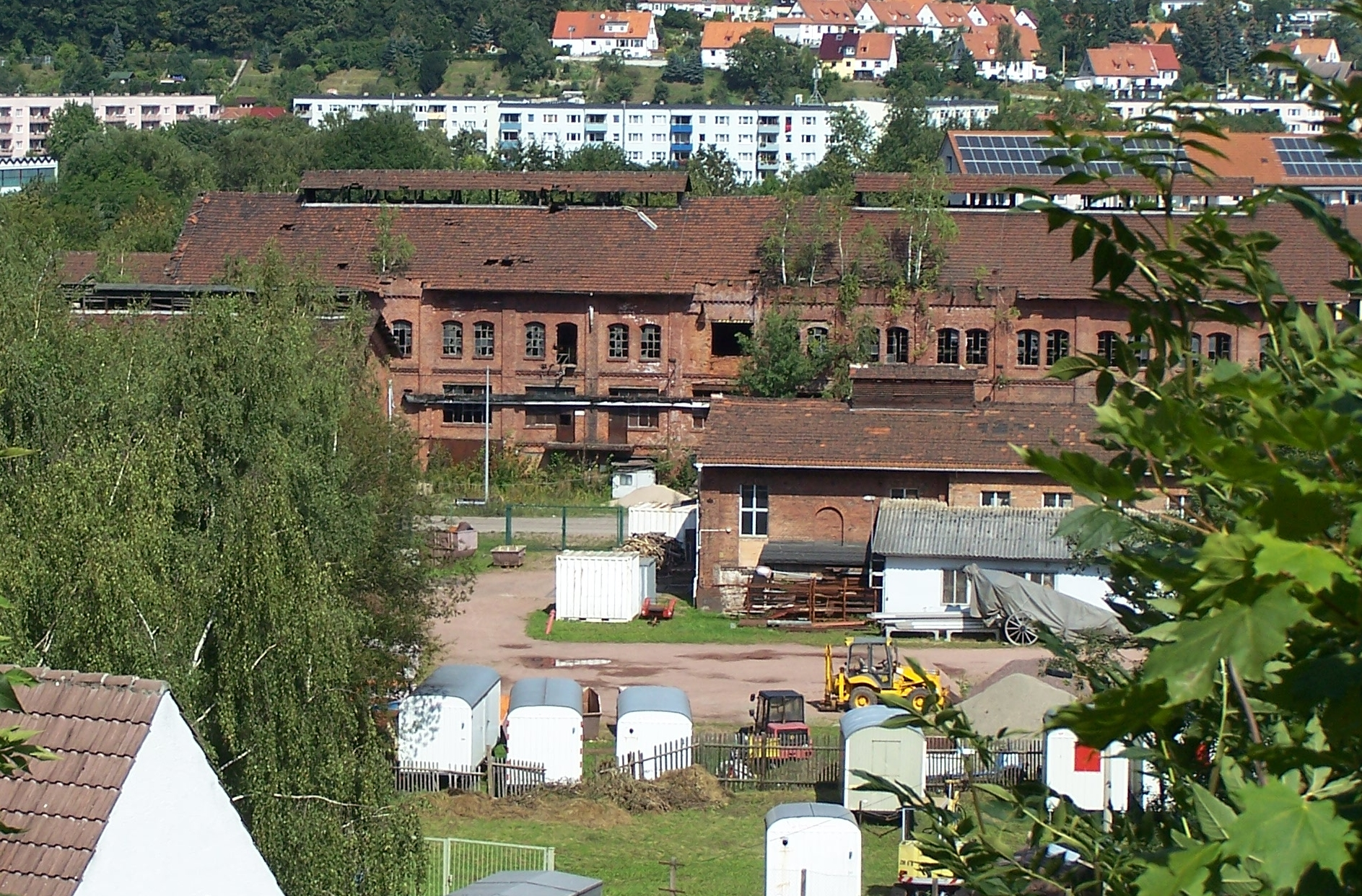
Das Gaswerk in Eisenach

Das Gaswerk Eisenach ist eine ehemalige Gasproduktionsstätte und heute Bauruine in der Wartburgstadt Eisenach in Thüringen.

## Die Entwicklung der Eisenacher Gasversorgung

### Gaswerk Wörthstraße (1857–1899)
Nachdem im Jahr 1857 das erstmalige Angebot seitens der Deutschen Continental-Gas-Gesellschaft zur Errichtung einer Gasanstalt in Eisenach gemacht wurde und sich Anfang der 1860er Jahre Gas als Beleuchtungsmittel allgemein verbreitet hatte, wurde am 1. Oktober 1862 das Eisenacher Gaswerk in Betrieb genommen. Am 1. Oktober wurden die Retortenöfen in der Wörthstraße (Karl-Marx-Straße) angeheizt. Die Maximalabgabe betrug 1.350 m³ Steinkohlegas pro Tag. Der erste Gasbehälter fasste 650 m³. Bereits im gleichen Monat setzte der Verkauf von Öl und Photogenlaternen ein und am 23. Oktober wurde die erste Gasleuchte installiert. Doch schon bald waren es über 150 Gaslaternen und in Eisenach brannten 1.000 Privatflammen. Die Öllaternen verschwanden schnell wieder aus dem Straßenbild. Im Jahr 1863 wurden schon 104.080 m³ Stadtgas produziert. Von der stürmisch einsetzenden Entwicklung des Stadtgasnetzes in den folgenden Jahren zeugt auch die Zahl von 16.480 Meter, welche 1884 als Länge für das Rohrnetz der Gasversorgung ermittelt wurde.
Bereits 1893 musste das Hauptverteilungsrohr in der Nennweite von DN 175 auf DN 300 erweitert werden. In der Wörthstraße musste ein Parallelstrang DN 200 zum ursprünglichen Strang (DN 175) verlegt werden, um die bedarfsgerechte Gasableitung abzusichern.
Weitere Erweiterungen des Netzes folgten entsprechend dem steigenden Bedarf an Stadtgas. Die Leistung des Gaswerkes wurde bis 1897 durch Erweiterungsbauten bis auf eine Tagesleistung von 5.000 m³ gesteigert, die Gasbehältergröße lag bei 2.500 m³. Die Leistungsfähigkeit war bis zum Äußersten strapaziert und lag bei etwa 1.260.220 m³/a. Durch die vorhandene Bausubstanz unmittelbar neben dem Bahndamm war keine Erweiterung mehr möglich. Darum wurde die Gasanstalt in der Wörthstraße 1898 stillgelegt.

### Neubau Gaswerkstraße

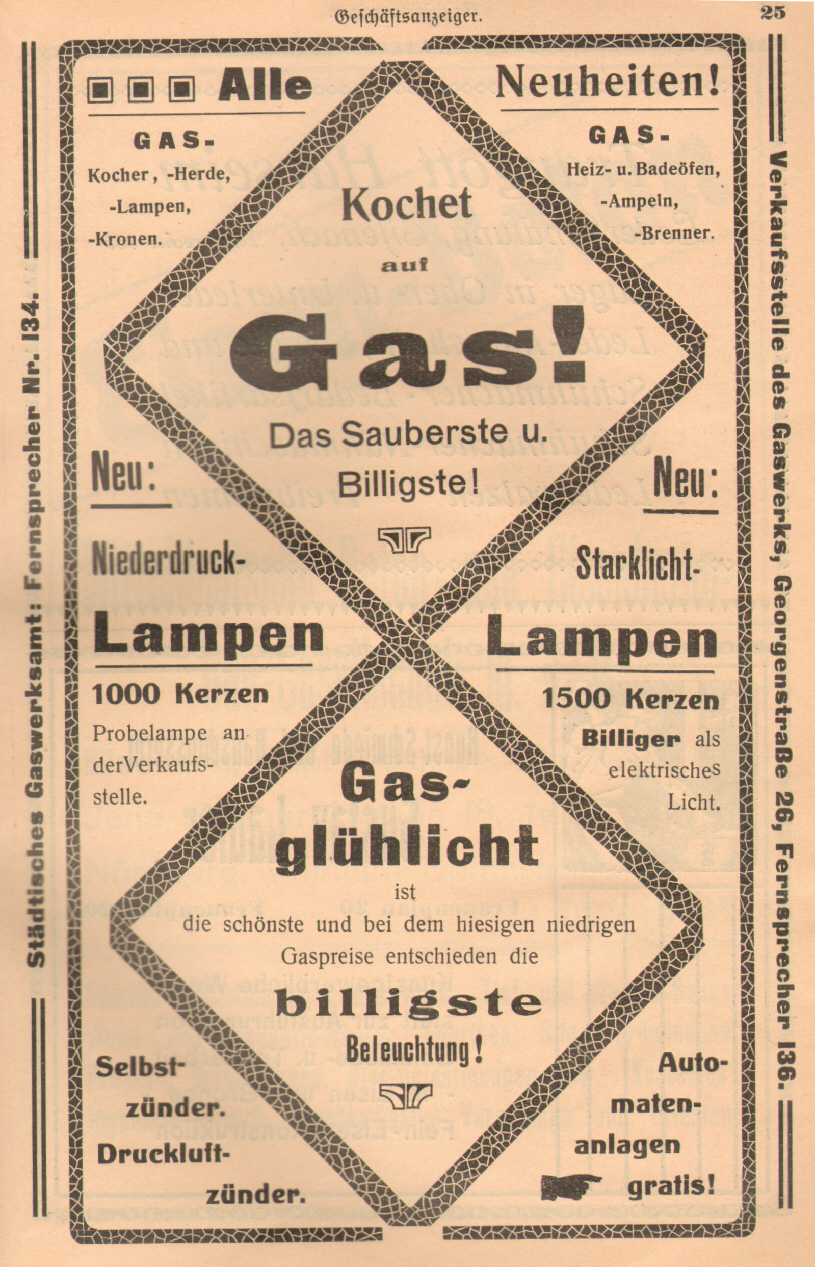
Werbeinserat (1913)

Bereits im Frühjahr 1898 begann der Bau einer neuen Gasanstalt im Westen der Stadt. Sie verfügte über einen eigenen Gleisanschluss für die Kohletransporte. Im ersten Bauzustand erzeugten fünf Horizontal-Retortenöfen (drei 9-er, zwei 6-er) eine Tagesleistung von 5.000 m³. Von der neuen Gasanstalt wurde ein Hauptstrang in die Alexanderstraße mit der Nennweite DN 400 verlegt, von wo aus sich das Netz weiter verzweigte. 1901 wurden bereits über 1,5 Mio. m³ Stadtgas hergestellt. Wieder setzte die Erweiterung des Netzes und die Erhöhung der Leistungsfähigkeit ein. Wegen Druckschwankungen wurden ständig Rohrleitungen gewechselt, neue Stränge verlegt. Die Einführung des "Kochgases" führte 1910 zur Erweiterung des Werkes auf die doppelte Leistung. So wurden zu dieser Zeit vorerst 15.000 m³/d produziert was einer Jahresleistung von 2,6 Mio. m³ entsprach.
Der Gaskonsum hatte sich in den Jahren 1888 bis 1912 vervierfacht. Währenddessen in diesem Zeitraum die Leuchtgasabgabe fast zum Stillstand kam, nahm der Verbrauch von Heiz- und Kochgas um das 120-fache zu und erreichte im Jahre 1910 den Wert von 1.118.039 m³. Münzgasmesser wurden eingeführt, nach Einwurf einer Münze konnte der Abnehmer kurzzeitig, entsprechend dem Gaspreis, Gas für Koch und Heizzwecke entnehmen. 1911 wurden mit diesen Münzautomaten 176.000 m³ Gas von der Bevölkerung verbraucht und 1912 waren in den Haushalten über 1 000 solcher Automaten installiert, besonders in kleinen Mietwohnungen. Im Jahr 1912 gab es in Eisenach insgesamt 938 öffentliche Laternenflammen, darunter Einfach- und Mehrfachgasglühlichter, sogenannte "Lukasleuchten" und "Pharoslapen". Es existierten in den Vorstädten noch ganze 5 Öllampen. Im Zentrum standen erste elektrische Bogenlampen. Die Straßenbeleuchtung kostete mit 46600 Mark, pro Einwohner entsprach dies 1,20 Mark jährlich. 150 Gaslaternen wurden in diesem Jahr bereits von der Fabrik aus ferngezündet und -gelöscht, was erhebliche Kosten für Laternenwächter einsparte. 300 Straßenlaternen waren noch im Bau.

## Gegenwärtige Situation
Das Eisenacher Gaswerk stellte 1982 seinen Betrieb ein, die technischen Anlagen waren verschlissen.
Die Lage am Stadtrand, mit Gleisanschluss, war für eine Verlagerung des Kohlenhandels günstig. Dieser nutzte das Gelände bis 1990 als Ent- und Umladestation der Kohlezüge. Mit dem Ausbau des Ferngasnetzes und anderer Energieträger war der Bedarf für den Brennstoff Kohle in Eisenach stark rückläufig, der Kohlehandel wurde eingestellt.
Als Industrieruine stellt das Werksgelände eine Sanierungsfläche dar, Voruntersuchungen ergaben:

„... daß der Boden mit Phenolen und aromatischen Kohlenwasserstoffen hoch belastet sei. Für die Nachnutzung dieses Geländes sei demzufolge der Spielraum nur gering. Eine Wohnbebauung beispielsweise scheide aus - denn eine dementsprechende Sanierung könne sich keiner leisten. Möglich wäre, einen Parkplatz an der Stelle zu
bauen, eventuell auch, dort einen neuen Festplatz einzurichten...“

Anfang 2018 begannen sie Abrissarbeiten auf dem Gelände, die mit einer Altlastensanierung einhergehen werden.